# Greg Mitchell
Greg Mitchell (né en 1947) est un blogueur, éditeur et écrivain américain. Auteur d'une dizaine de livres sur les médias et la politique, il est, de 2002 à 2009, éditeur de Editor & Publisher (en) (E&P), un magazine traitant de l'industrie des nouvelles et des journaux.
En 2011, il est surtout connu pour son blog, hébergé par The Nation depuis avril 2010.

## Biographie
Dans les années 1970, Greg Mitchell est éditeur au magazine Crawdaddy! (en).
De 1982 à 1986, il est éditeur du magazine Nuclear Times. Il écrit plusieurs articles concernant les armes nucléaires pour une douzaine de publications dont le New York Times et le Washington Post.
Mitchell coécrit avec Robert Jay Lifton un livre sur la perception des États-Unis des bombardements atomiques de Hiroshima et Nagasaki. Dans une entrevue, il discute de la censure de George Weller (en), correspondant pour le Chicago Tribune et premier occidental à atteindre Nagasaki après le bombardement.
Il coécrit un deuxième livre avec Lifton, Who Owns Death?, traitant de la peine de mort.
Ses livres The Campaign of the Century et Tricky Dick and the Pink Lady: Richard Nixon Vs Helen Gahagan Douglas--Sexual Politics and the Red Scare, 1950 obtiennent un certain succès. Le premier sera la source d'une série télévisée de PBS intitulée The Great Depression et sera également adapté au théâtre et en comédie musicale.
Mitchell a une fille d'un premier mariage. Il est aujourd'hui marié à l'écrivaine Barbara Bedway, dont il a eu un fils. Le couple demeure à Nyack,.

## Œuvre

### Livres
- Greg Mitchell, Les tunnels de la liberté, Grasset, 2018, 535 p.
- Janvier 2011 : The Age of Wikileaks[4]
- Janvier 2009 : Why Obama Won: The Making of a President 2008.
- Mars 2008 : So Wrong for So Long: How the Press, the Pundits -- and the President -- Failed in Iraq
- 2006 : October Light: Paris and Auvers
- 2000 : Joy in Mudville: A Little League Memoir
- 2000 : Who Owns Death?: Capital Punishment, the American Conscience, and the End of Executions (coauteur Robert Jay Lifton)
- 1995
  - Very Seventies: A Cultural History of the 1970S, from the Pages of Crawdaddy (comme éditeur avec Peter Knobler)
  - Hiroshima in America: A Half Century of Denial (coauteur Robert Jay Lifton)
- 1998 : Tricky Dick and the Pink Lady: Richard Nixon Vs Helen Gahagan Douglas-Sexual Politics and the Red Scare, 1950
- 1987 : Truth.. and Consequences: 7 Who Would Not Be Silenced
- 1992 : The Campaign of the Century: Upton Sinclair's Race for Governor of California and the Birth of Media Politics